# Dermacentor variabilis
Dermacentor variabilis  (лат.) — вид клещей из рода Dermacentor. Распространён в США, встречаясь преимущественно в восточной части страны. Основным хозяином являются собаки, иногда кошки или человек. Личинки и нимфы нападают на мелких грызунов. Может вызвать клещевой паралич, является переносчиком пятнистой лихорадки Скалистых гор и лихорадки Колорадо. Кроме того, может вызвать туляремию, у собак — эрлихиоз и боррелиоз, у крупного рогатого скота — анаплазмоз жвачных животных.
Самцы длиной от 3 до 4 мм, самки — 4 мм, в напившемся состоянии до 15 мм. Окраска тела бледно-коричневого цвета, спинной щиток имеет серый рисунок. Ротовые челюсти короткие. Основание гнатосомы широкое и короткое. Первая пара ног имеет острый шип.
D. variabilis имеет трёх хозяев. Самки сосут до двух недель на своём хозяине, затем отпадают и откладывают 4000—6500 яиц. Из них через четыре недели вылупляются личинки и начинают искать хозяина. После четырех или пяти дней они падают на землю и линяют, превращаясь в нимф. Затем нимфа присасывается на пять или шесть дней к грызунам и снова отпадает, линяя до взрослой стадии - имаго. При благоприятных условиях развитие длится три месяца.